# Богомольный, Александр
Александр Богомольный — советско-израильско-американский математик.
Наиболее известен своим вкладом в эвристическое и математическое образование, созданием и поддержкой математического тематического образовательного веб-сайта Cut-the-Knot для Математической ассоциации Америки.
Это один из первых образовательных сайтов в Интернете, запущен в октябре 1996 года.

## Биография
Богомольный посещал московскую школу № 444.
Поступил в МГУ и окончил его в 1971 году.
С 1971 по 1974 год — младший научный сотрудник Московского института электронного машиностроения (МИЭМ).
Эмигрировав в Израиль, стал старшим программистом в исследовательской лаборатории озера Кинерет в Тверии, Израиль (1974—1977) и консультант по программному обеспечению в Университете Бен-Гуриона в Негеве, Беэр-Шева, Израиль (1976—1977).
С 1976 по 1983 год — старший преподаватель и научный сотрудник Еврейского университета в Иерусалиме.
Защитил диссертацию под руководством Григория Ильича Эскина.
С 1981 по 1982 год — приглашённый профессор в Университете штата Огайо, где преподавал математику.
С 1982 по 1987 — профессор математики в Университете Айовы
С августа 1987 по август 1991 года — вице-президент по разработке программного обеспечения в CompuDoc, Inc.
Богомольному пришлось покинуть академию, из-за проблем со слухом.
В последние годы он практически оглох.